# Sayram (ville)
Sayram (Сайрам) est une ville située dans la banlieue de Chimkent dans l'oblys du Kazakhstan-Méridional au Kazakhstan.

## Histoire
La ville de Sayram a fêté ses 3 000 ans d'habitation continue en 1999.
La première mention de Sayram apparaît dans l'Avesta, le livre sacré du zoroastrisme. On y parle d'une rivière et d'un peuple vivant à proximité ou d'une ville : Sairima elis.
À partir du Ve siècle, des Nestoriens fuyant la condamnation du concile d'Éphèse se sont installés en Asie centrale. En 766, quand l'islam arriva dans la ville, une communauté de Nestoriens y vivait toujours. Le bouddhisme était également très présent en Asie centrale à cette époque.
En 840, la ville passa sous contrôle des Samanides. Le chef de Samarkand, Nūḥ ibn Asad, fit construire des remparts autour d'elle pour la protéger des invasions turques.
Les Qarakhanides s'emparèrent de Sayram en 980. Au XIIIe siècle, elle passa sous domination de l'Empire mongol.

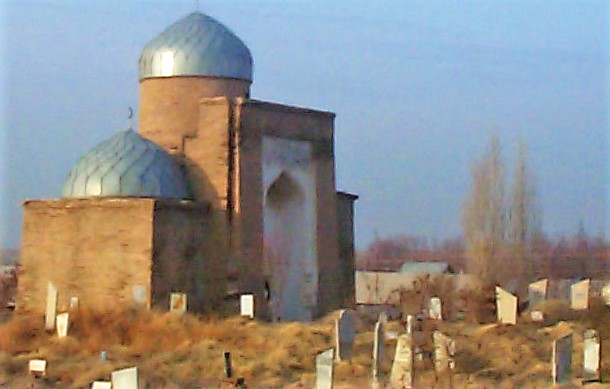
Le mausolée ‘Abd al-‘Azīz-baba et Seyt Kozhakhan-ata construit par Tamerlan.

Tamerlan s'empara ensuite de la ville dans des conditions peu claires. Ce règne s'arrêta en 1503 avec la prise de contrôle de Mohammad Shaybânî. En 1512, c'est le Khanat de Qasim qui prit possession de Sayram.
En 1810, la ville fut prise par le Khanat de Kokand. En 1864, l'expansion de l'Empire russe atteignit la ville. À l'époque de l'URSS, elle faisait ensuite partie de la République socialiste soviétique kazakhe à l'origine de l'actuel Kazakhstan.

## Démographie
La ville compte 30 887 habitants, la grande majorité appartenant à l'ethnie ouzbek. La religion principale est l'islam, l'appel à la prière est pratiqué chaque jour par les mosquées de la ville.

## Transports
Sayram est accessible en dix à quinze minutes depuis Chimkent par bus, taxi ou marchroutka.

## Monuments
Contrairement à la plupart des villes de Kazakhstan, Sayram porte peu de marque de son passé soviétique.
Parmi les monuments de la ville, on peut citer : le mausolée ‘Abd al-‘Azīz-baba et Seyt Kozhakhan-ata construit par Tamerlan, la mosquée Kydyr datant du Xe siècle ou encore le mausolée Botbay Ata construit en 2005.